# اکاتیک
اکاتیک (به اسپانیایی: Acatic) در مکزیک است که در خالیسکو واقع شده‌است.

## خصوصیات
اکاتیک ۳۶۲٫۳۹ کیلومترمربع مساحت و ۱۸٬۵۵۱ نفر جمعیت دارد.